# Aditiá
En las religiones de la India, los Aditiás son un grupo de deidades solares, hijos de Áditi y el sabio Kashiapa.
El nombre Āditiá (‘hijos de Áditi’) y sus avatares como Aditiá, Vikrama Aditiá, Suria Aditiá, etc, son también nombres comunes en la India, como una forma de respeto al dios Sol.

## En los «Vedas»
En el Rig-veda, los Aditiás son siete deidades de los cielos:
- Amsha
- Ariaman
- Bhaga
- Daksha
- Mitra
- Váruna (el más importante)

En otro pasaje del mencionado Rig-veda dice que son siete, pero no menciona al séptimo.
Algunos autores creen que sería Suria, Savitrí o Ravi (tres nombre del dios del Sol).
En otro pasaje se dice que son ocho Aditiás, pero que el octavo, llamado Martanda se quedó fuera del mundo.
En algunos textos Taitirías se dice que los Aditiás son:
- Amsu
- Ariaman
- Bhaga
- Indra
- Mitra
- Váruna
- Vivasvat (otro nombre de Suria).

Como clase de dioses, los Aditiás del Rig-veda, fueron distinguidos de otros grupos como los Marut, los Ribhús o los Vísuadevas (aunque Mitra y Váruna aparecen también en la lista de los últimos). En el Taitiríia-samhitá (del Iáyur-veda), el número que recibe es el ocho.

## En los textos Bráhmana
En los textos Bráhmana (específicamente en el Satápatha-bráhmana), el número de Aditiás aumenta hasta doce, que corresponden a los doce meses:
- Amsha
- Ariaman
- Bhaga
- Daksha
- Dhatri
- Iama
- Indra
- Mitra
- Ravi
- Saja
- Savitrí
- Sūria
- Váruna

## En el «Vedanta» y los «Puranas»
En la Chandoguia-upanishad, Aditiá es también un nombre de Vamaná (avatar de Visnú como un bráhmana enano).
Su madre es Áditi.
En el Visnú-purana aparece otra lista de los Aditiás (hijos de Áditi):
- Amsha
- Ariaman
- Bhaga
- Dhūti
- Mitra
- Pushán
- Śakra
- Savitrí
- Tuastri
- Váruna
- Visnú
- Vivasuat